# Kathleen McCartney Hearst
Kathleen McCartney Hearst  née le 15 février 1962, est une triathlète américaine, vainqueur de l'Ironman d'Hawaï en février 1982.

## Biographie
Kathleen McCartney Hearst remporte l'Ironman d'Hawaï en février 1982, cette année ayant vu l’organisation de deux compétitions Ironman. Elle dépasse sa compatriote Julie Moss, qui s'effondre gravement déshydratée à moins de 20 mètres de la ligne d'arrivée, et remporte la course. Les médias américains retracent le spectaculaire final et font connaitre l’épreuve et ses sportifs dans le monde entier.
Kathleen Hearst a trois enfants et vit en Californie. Sa fille, Madeline, a obtenu une bourse en aviron pour l'Université de Berkeley en Californie.

## Palmarès
Le tableau présente les résultats les plus significatifs (podium) obtenus sur le circuit international de triathlon depuis 1982.
| Année | Compétition             | Pays       | Position      | Temps            |
| ----- | ----------------------- | ---------- | ------------- | ---------------- |
| 1982  | Ironman d'Hawaï février | États-Unis | Médaille d'or | 11 h 9 min 40 s  |
| 1982  | Ironman d'Hawaï octobre | États-Unis | 4e            | 11 h 10 min 53 s |